# Тиква Марія Григорівна
Тиква Марія Григорівна (1914, Шолохове, нині село Нікопольського району Дніпропетровської області — 23 грудня 2004, Київ) — українська селянка, яка, працюючи нянькою в єврейській родині Дінкевичів у Києві, врятувала в роки Голокосту їх неповнолітнього сина Леоніда. В 2008 році посмертно отримала почесне звання Праведник народів світу.
В середині 1930-х Марія Тиква вирушила на заробітки до Києва. На початку німецько-радянської війни, голову родини, в якій Марія працювала нянею п'ятирічного Льоні, Йосипа Дінкевича мобілізували в військо. Через загрози бомбардувань Києва Дінкевичі попросили няню тимчасово прихистити хлопчика в домі її батьків у Шолоховому Дніпропетровській області. Марія погодилась і разом з дитиною відпливла пароплавом зі столиці вниз по Дніпру. Дорогою пароплав був обстріляний німецькою авіацією, але нянька з Леонідом досягли пункту призначення.
Початок окупації означав для родини Григорія Тикви смертельну небезпеку, адже за переховування єврея в Райхскомісаріаті Україна можна було поплатитися життям. Марія Тиква та хлопчик пережили слідство та допити в місцевій жандармерії, на їх щастя окупаційна адміністрація визначила прізвище "Дінкевич" як польське. Леонід був прийнятий родиною та сільською громадою, вивчився українській мові.
В 1943 році окупантам знадобилося помешкання родини Григорія Тикви під коптильню та продовольчий склад, тому їх, п'ять осіб включно з двома дітьми викинули на вулицю. До звільнення села від нацистів у лютому 1944 вони проживали у родичів. Невдовзі після звільнення Шолохова надійшов лист від тітки Леоніда, з якого дізналися, що його матері вдалось евакуюватися з Києва на схід, а батько продовжує військову службу.
Повернувшись у післявоєнний Київ, Марія Тиква продовжила свою роботу: доглядала Леоніда до його повноліття, виховувала наступних дітей Дінкевичів. За даними Яд Вашем Марія Григорівна не створила власної сім'ї, а Леонід Дінкевич доглядав її до її смерті в віці 90 років. Він же ініціював її посмертне вшанування та присвоєння звання Праведника народів світу.
В 2018 році одна з вулиць Шолохова була названа на честь Марії Тикви.